# Éducation des réfugiés
L’éducation des réfugiés permet aux enfants déplacés d’acquérir les connaissances et les compétences dont ils ont besoin pour se reconstruire et accéder à un avenir plus serein et prospère, pour eux-mêmes et pour leur famille.
L’éducation des réfugiés est primordiale pour le développement pacifique et durable des pays d’accueil, et pour la prospérité future des pays d’origine. L’inclusion des enfants et des jeunes réfugiés dans les systèmes nationaux d’éducation reste la clé de l’intégration réussie des individus et des communautés, et favorise l’acceptation, la tolérance et le respect mutuels dans les situations de bouleversement social. 
Plus généralement, l’éducation des réfugiés offre de l’espoir et des perspectives à long terme de stabilité et de paix durable aux individus, aux communautés, aux pays et à l’ensemble de la société. L’enseignement secondaire et supérieur, en particulier, développe l’esprit de tolérance, réduit les risques d’adhésion aux mouvements extrémistes et contribue à prévenir le terrorisme, ainsi que l’intolérance raciale et religieuse, les génocides, les crimes de guerre et les crimes contre l’humanité. En favorisant l’inclusion, l’acquisition et le renforcement de multiples compétences et perspectives grâce à une plus grande mixité des étudiants, l’enseignement supérieur permet d’accroître les connaissances et les capacités utiles au développement des pays d’accueil, de leurs systèmes d’éducation et de leurs établissements du supérieur. 

## Contexte
La Convention de 1951 relative au statut des réfugiés précise que les États contractants « accorderont aux réfugiés le même traitement qu’aux nationaux en ce qui concerne l’enseignement primaire » et « un traitement aussi favorable que possible » en ce qui concerne l’enseignement secondaire et supérieur. 
Pour les autres niveaux d’enseignement, l’article 22 (2) dresse une liste non exhaustive des mesures dont les réfugiés devraient bénéficier de manière préférentielle ou au moins tout autant que les étrangers en général pour faciliter leur éducation, y compris la reconnaissance de certificats d'études, de diplômes et de titres universitaires délivrés à l'étranger, la remise des droits et taxes et l'attribution de bourses d'études.
Reflétant le droit international des réfugiés, l’article 22 de la CRC protège le droit à l’éducation des enfants réfugiés et appelle les gouvernements à faire les efforts appropriés pour répondre à leurs besoins particuliers.
En ce qui concerne le contexte particulier des conflits armés et des situations d’après-conflit, les dispositions spéciales des quatre Conventions de Genève (1949) et des trois Protocoles additionnels (le Protocole élimine les restrictions temporelles et géographiques de la Convention relative au statut des réfugiés) visent à limiter l’effet des conflits armés sur les populations civiles, notamment sur leurs possibilités d’éducation.
Il est toutefois avéré qu’en 2017, 61 % des enfants réfugiés étaient scolarisés dans le primaire, contre 92 % à l’échelle mondiale (plus précisément, 61 % des enfants réfugiés étaient scolarisés dans le primaire, contre 92 % des enfants à l’échelle mondiale). Les chiffres sont pires dans le secondaire : 23 % des enfants réfugiés étaient scolarisés, contre 84 % à l’échelle mondiale, c’est-à-dire que deux tiers seulement des enfants réfugiés accèdent à l’enseignement secondaire. Dans l’enseignement supérieur, on compte 1 % de réfugiés contre 34 % à l’échelle mondiale.

### Approche d'ensemble
Le manque de ressources en matière de santé mentale constitue un autre obstacle de taille. Les réfugiés ont connu de multiples situations de stress extrême causé par l’oppression politique ou religieuse, la guerre, la migration ou la réinstallation. Certains ont été emprisonnés ou torturés, ont perdu leurs biens ou leurs moyens de subsistance, ont souffert de malnutrition, ont connu la terreur, ont subi des agressions physiques ou des viols, ou ont été séparés de leur famille. Le système éducatif des pays d’accueil tient rarement compte des besoins des réfugiés en matière de santé mentale. 
Les besoins éducatifs des migrants et réfugiés adultes sont souvent négligés. Les programmes d’éducation non formelle peuvent contribuer de façon déterminante à renforcer le sentiment d’appartenance, et les initiatives municipales jouent en l’occurrence un rôle important. L’alphabétisation a des effets bénéfiques sur la communication sociale et interculturelle et sur le bien-être physique, social et économique, mais d’importants obstacles entravent l’accès à des programmes linguistiques destinés aux adultes et en compromettent le succès dans certains pays. D’après une enquête réalisée en 2016 auprès de demandeurs d’asile en Allemagne, 34 % d’entre eux connaissaient l’alphabet latin, 51 % connaissaient un autre alphabet et 15 % étaient analphabètes. Or, ces derniers étaient précisément les moins nombreux à suivre des cours d’alphabétisation ou de langue. 

### Obstacles
Les obstacles à l’éducation survenant au niveau des ménages et des établissements scolaires comprennent les obstacles financiers (en raison du coût direct et indirect de l’éducation), la distance de l’établissement, la barrière de la langue, le sentiment d’insécurité, la xénophobie et l’intolérance. Les pratiques et les croyances, ainsi que les besoins imprévus dus au déplacement, maintiennent les garçons et les filles en marge du système scolaire, en particulier dans le secondaire. Même lorsque les réfugiés reconnaissent l’importance de l’éducation, le déplacement modifie leurs priorités : la sécurité alimentaire et les ressources financières deviennent leurs principales préoccupations. D’après les recherches, le mariage précoce et les activités rémunératrices font partie des stratégies fréquemment adoptées pour répondre aux besoins immédiats et urgents.

## Défis de l'éducation des réfugiés

### Barrière de la langue
La langue d’enseignement peut constituer un autre obstacle à l’éducation. La réussite scolaire dépend étroitement de l’environnement linguistique des pays d’accueil et de leur ouverture au multilinguisme et à l’éducation interculturelle. Si l’apprentissage de la langue du pays d’accueil est essentiel pour communiquer avec les personnes vivant dans le pays d’accueil et contribue à renforcer l’estime de soi, l’autonomie et les compétences dans une langue étrangère, il peut aussi constituer un obstacle à l’apprentissage général. Les recherches montrent clairement qu’il est plus facile pour les enfants d’apprendre à lire et à écrire dans leur langue maternelle, puis de transférer ces compétences dans la langue d’enseignement. D’autres études indiquent que le contenu des politiques d’enseignement nationales est souvent mal interprété par les enseignants, ces derniers ne disposant pas toujours des compétences linguistiques ou pédagogiques pour les mettre correctement en œuvre. Ceci pourrait également jouer sur l’expérience des enfants réfugiés en matière d’éducation et sur leur capacité à s’investir dans l’apprentissage. Bien souvent, l’enseignement n’est dispensé ni dans la langue maternelle des réfugiés, ni dans la langue dans laquelle ils ont déjà étudié. À titre d’exemple, aucun des 220 élèves syriens réfugiés au Kurdistan iraquien n’était inscrit dans un établissement public, où l’enseignement est principalement dispensé en sorani ou en kurde. La non-maîtrise de la langue d’enseignement peut donner lieu à un sentiment de frustration, une baisse des résultats scolaires et, à terme, un abandon.

### Traumatisme
Le manque de ressources en matière de santé mentale constitue un autre obstacle de taille. Les réfugiés ont connu de multiples situations de stress extrême causé par l’oppression politique ou religieuse, la guerre, la migration ou la réinstallation. Certains ont été emprisonnés ou torturés, ont perdu leurs biens ou leurs moyens de subsistance, ont souffert de malnutrition, ont connu la terreur, ont subi des agressions physiques ou des viols, ou ont été séparés de leur famille. Le système éducatif des pays d’accueil tient rarement compte des besoins des réfugiés en matière de santé mentale. Les enseignants sont souvent mal préparés à soutenir les enfants souffrant de troubles anxieux et de traumatisme, qui sont souvent contraints d’abandonner l’école.

### Obstacles spécifiques à l’enseignement supérieur
Les réfugiés ayant achevé leurs études secondaires expriment un désir presque unanime de poursuivre un cursus universitaire, mais très peu y parviennent. Selon les estimations, la proportion d’étudiants syriens poursuivant des études supérieures est en chute libre : la part totale de Syriens âgés de 18 à 24 ans dans l’enseignement supérieur est passée de 20 % avant la guerre à moins de 5 % en 2016 pour ceux qui ont fui le pays. Les frais de scolarité sont généralement perçus comme le premier obstacle à l’enseignement supérieur par les jeunes réfugiés souhaitant intégrer un cursus universitaire. De plus, très peu d’entre eux bénéficient d’une bourse d’enseignement supérieur. La plupart ne répondent pas aux critères d’obtention des aides financières, et les bourses d’enseignement supérieur existantes ne suffisent pas à répondre à la demande ni aux besoins des jeunes réfugiés.

## Sources
- Cet article est partiellement ou en totalité issu de la page « Faire appliquer le droit à l’éducation des réfugiés: une perspective politique » de UNESCO, le texte ayant été placé par l’auteur ou le responsable de publication sous la CC BY-SA 3.0 IGO

- Cet article est partiellement ou en totalité issu de la page « Manuel sur le droit à l’éducation » de UNESCO, le texte ayant été placé par l’auteur ou le responsable de publication sous la CC BY-SA 3.0 IGO

- Cet article est partiellement ou en totalité issu de la page « Migration, déplacement et éducation: bâtir des ponts, pas des murs; Rapport mondial de suivi sur l'éducation 2019, édition jeunes » de UNESCO, le texte ayant été placé par l’auteur ou le responsable de publication sous la CC BY-SA 3.0 IGO